# Обстріл Донецька 14 березня 2022 року
Обстріл Донецька 14 березня 2022 року — це ракетний удар по центру Донецька під час російського вторгнення в Україну 2022 року. Обстріл стався близько 11:31 за місцевим часом 14 березня 2022 року на вулиці Університетській та Артема в центрі Донецька. Жертвами обстрілу стали до 23 вбитих і 28 поранених. За даними незалежних дослідників обстріл здійснили російські війська з використанням ракети «Точка-У» з касетним зарядом.

## Передісторія
З квітня 2014 року Донецьк контролює терористичне квазідержавне утворення Донецька народна республіка.
21 лютого 2022 року Росія визнала незалежність так званих ДНР та ЛНР. 24 лютого 2022 року розпочалося вторгнення Росії в Україну. Одночасно збройні сили так званих ДНР та ЛНР розпочали бойові дії проти Збройних сил України на Донбасі та в декількох місцях перейшли в наступ.

## Хід подій
14 березня 2022 року об 11:31 пролунав вибух біля будівлі Будинку уряду (колишньої Донецької ОДА); одночасно вражаючі елементи досягли поверхні землі і завдали шкоди людям, транспортним засобам і будинкам на вулиці Університетській; крім того, уламки ракетної частини впали на бульварі Шевченка біля пам'ятника. За даними Слідчого комітету Росії, внаслідок удару загинули 23 та отримали поранення 33 особи, у тому числі діти.
17 березня Розмарі Дікарло, заступник Генерального секретаря ООН з політичних питань та питань миробудування, повідомила на брифінгу, що Департамент з політичних питань та питань миробудування ретельно стежить за розвитком ситуації, пов'язаної із цим інцидентом. Вона підкреслила, що «Усі подібні інциденти мають бути належним чином розслідувані».

## Розслідування
Офіційне розслідування факту обстрілу не проводилось.

## Версії щодо обстрілу
Опис подій, включаючи точну кількість постраждалих, неможливо перевірити за незалежними джерелами, у зв'язку з чим з'явилися припущення про те, що масштаби події могли бути перебільшені у пропагандистських цілях.

### Офіційна (українська) версія
Представник Центру оперативного інформування відомства Міністерства оборони України Леонід Матюхін заявив, що ракета «Точка-У», що впала в центрі Донецька, не належала до українського озброєння. Окрім цього, українська влада звинуватила Росію в нападі, вказавши на те, що це була операція під фальшивим прапором, влаштована для прикриття загибелі мирних жителів російськими військами в Харкові, Ірпені та Миколаєві. Українське керівництво стверджувало, що вибух, схоже, стався від нерухомого об'єкта, такого як замінений автомобіль, через схему вибуху та відсутність уламків ракет.

### Версія так званої ДНР та Росії
Влада ДНР повідомила, що удар був завданий тактичним ракетним комплексом «Точка-У», що знаходиться на озброєнні 19-ї окремої ракетної бригади «Свята Варвара» ЗС України, з району міста Покровська, та звинуватили ЗСУ в скоєнні воєнного злочину. Аналогічну заяву зробив офіційний представник Міністерства оборони РФ генерал-майор Ігор Конашенков.
16 березня 2022 року постійний представник Росії в ООН Василь Небензя поширив у Раді безпеки ООН та Генеральній Асамблеї ООН лист та матеріали про обстріл, звинувативши Україну в порушенні Женевських конвенцій та охарактеризувавши те, що сталося як акт терору та воєнний злочин проти цивільного населення. Також він заявив, що «Точка-У» не перебуває на озброєнні російських ЗС.
Твердження про відсутність комплексу «Точка-У» на озброєнні Росії неодноразово спростовувалась свідченнями його застосування в Україні. Росія використовує оперативні ракетні комплекси «Точка-У» з перших днів вторгнення в Україну.

### Незалежні експерти
Представник групи розслідувачів на основі відкритих джерел Conflict Intelligence Team Руслан Левієв сказав в інтерв'ю, що судячи з усього, ракету «Точка-У», що впала в Донецьку, випустили з підконтрольної Росії території і не перехопили.

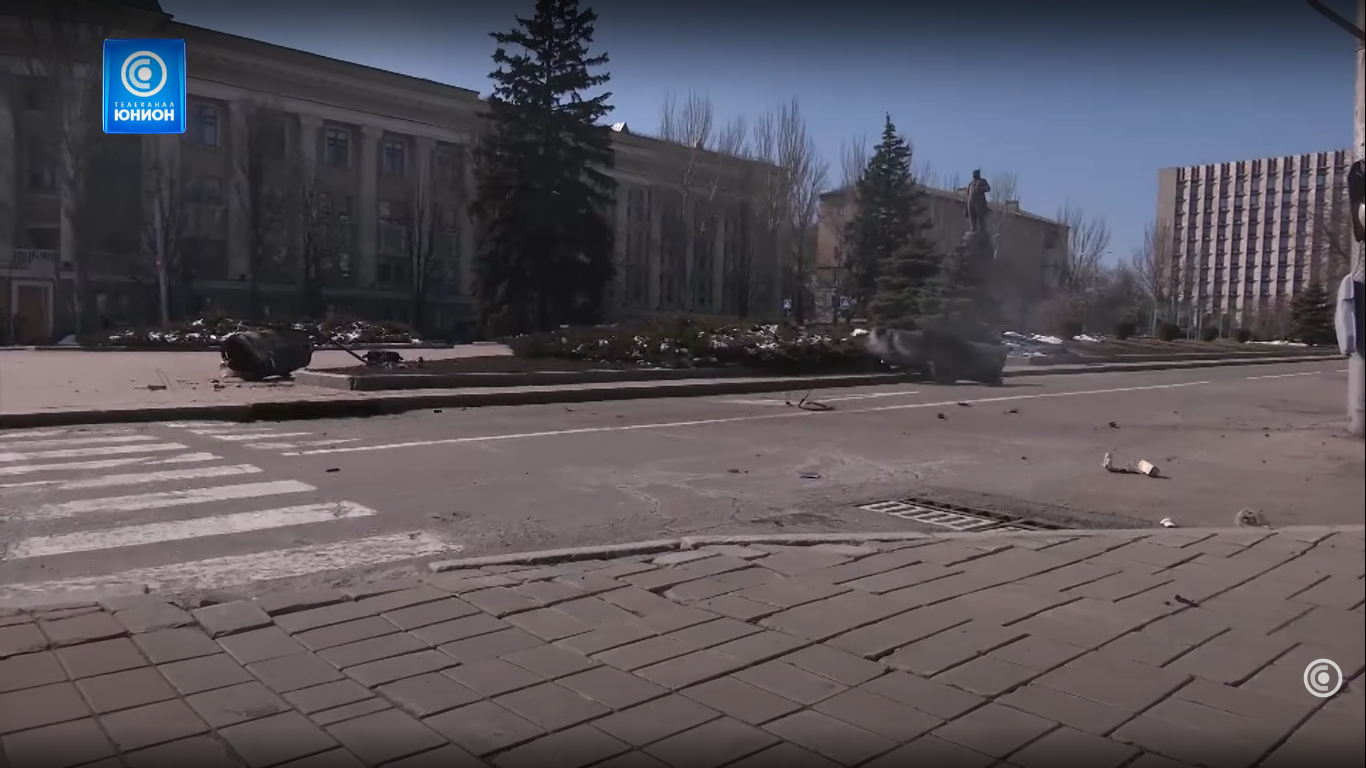
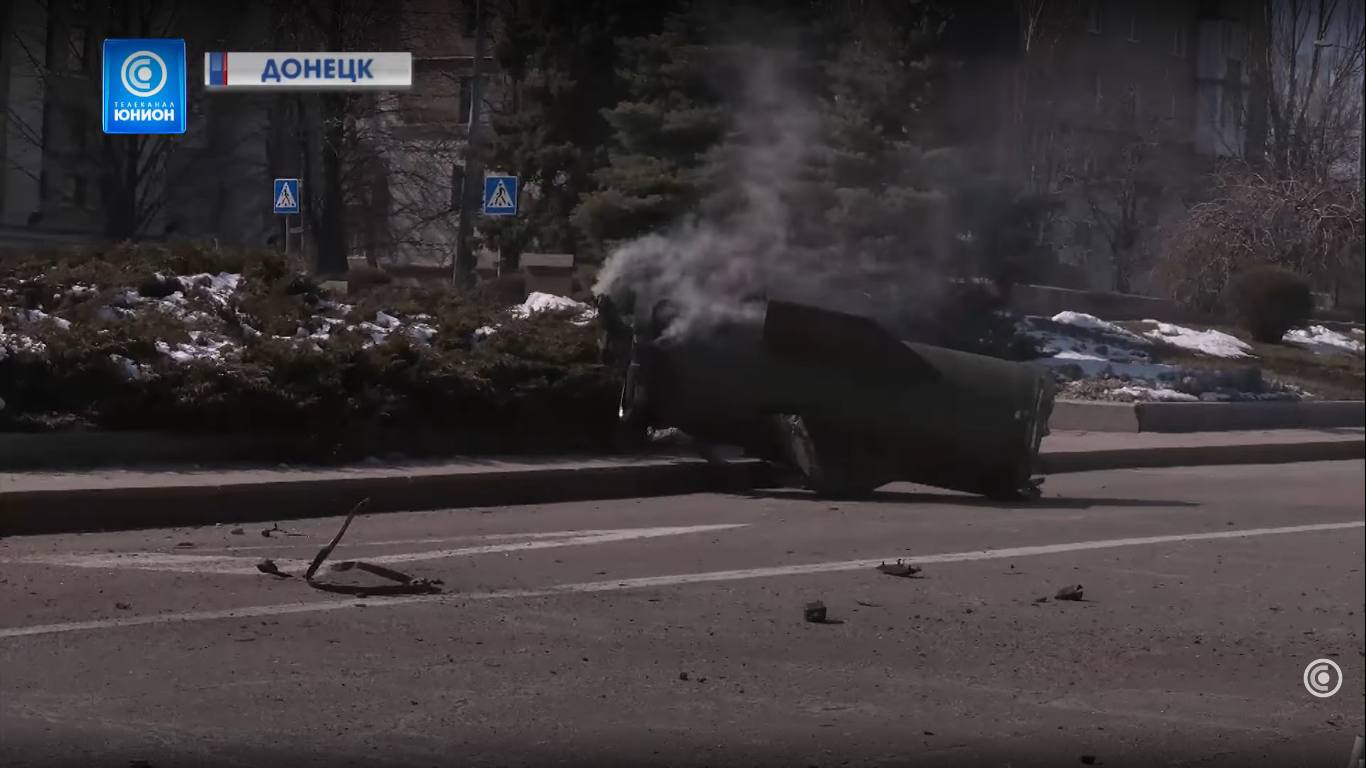
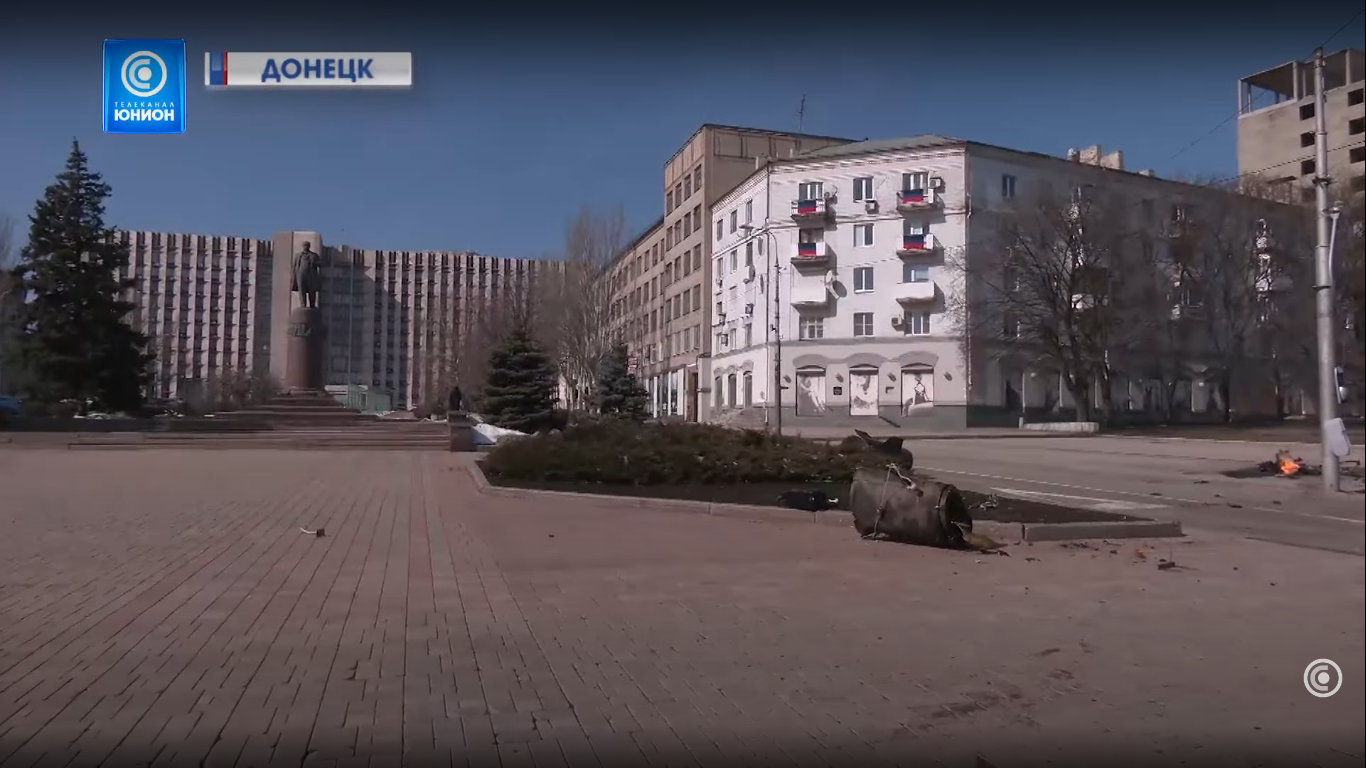
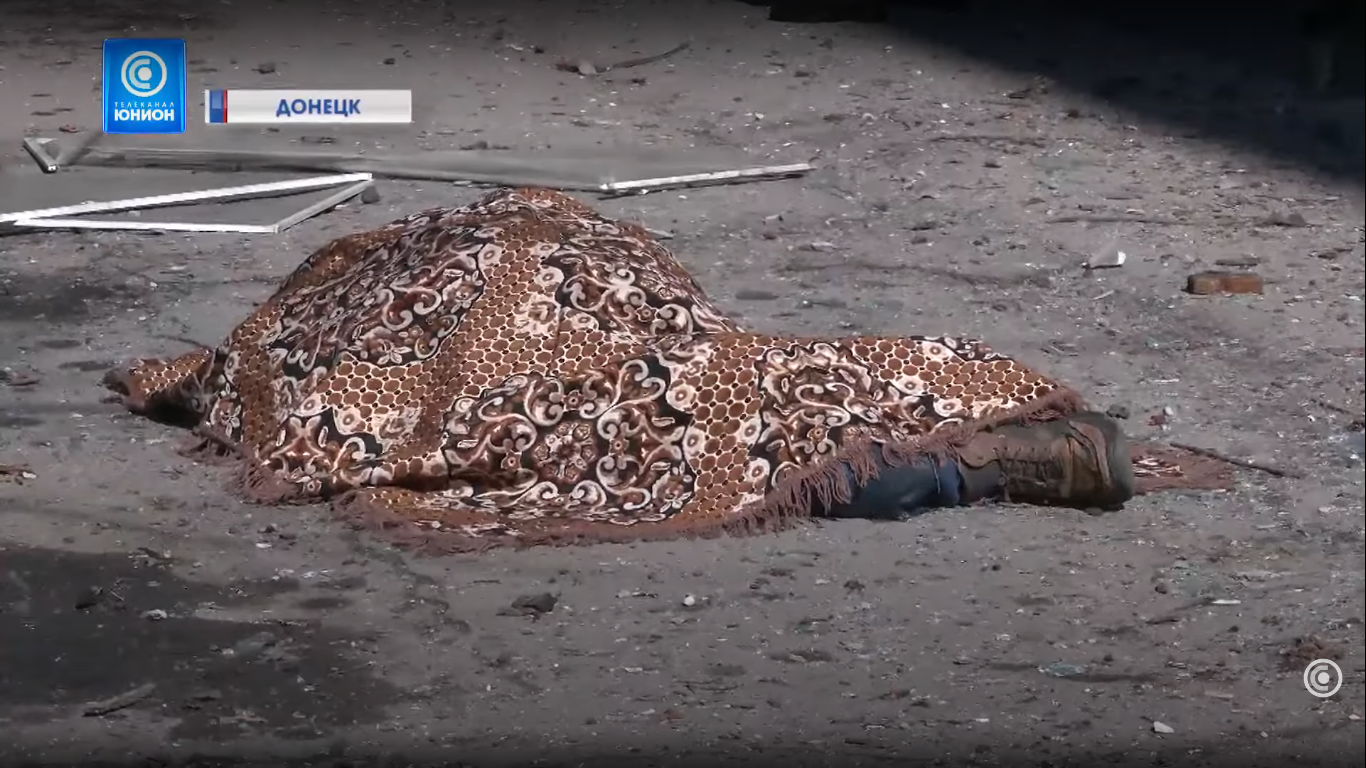
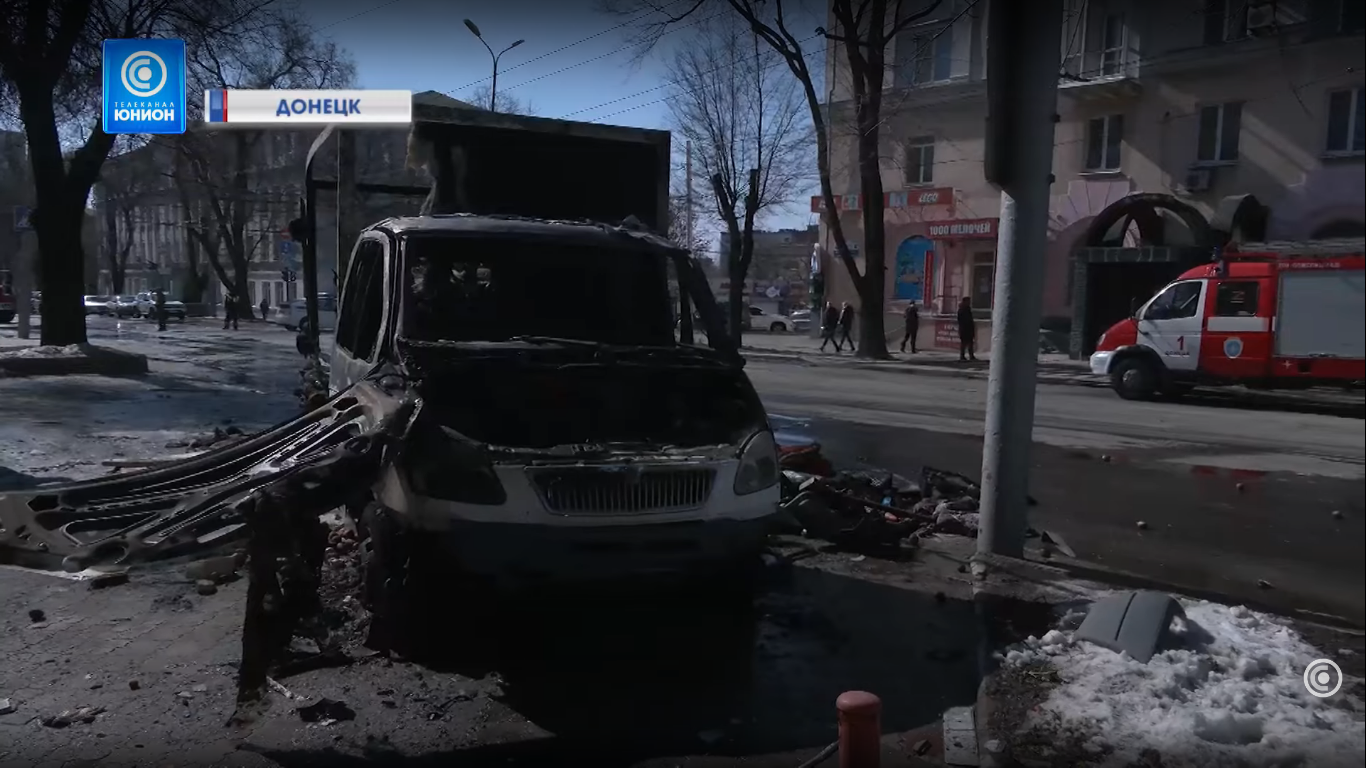
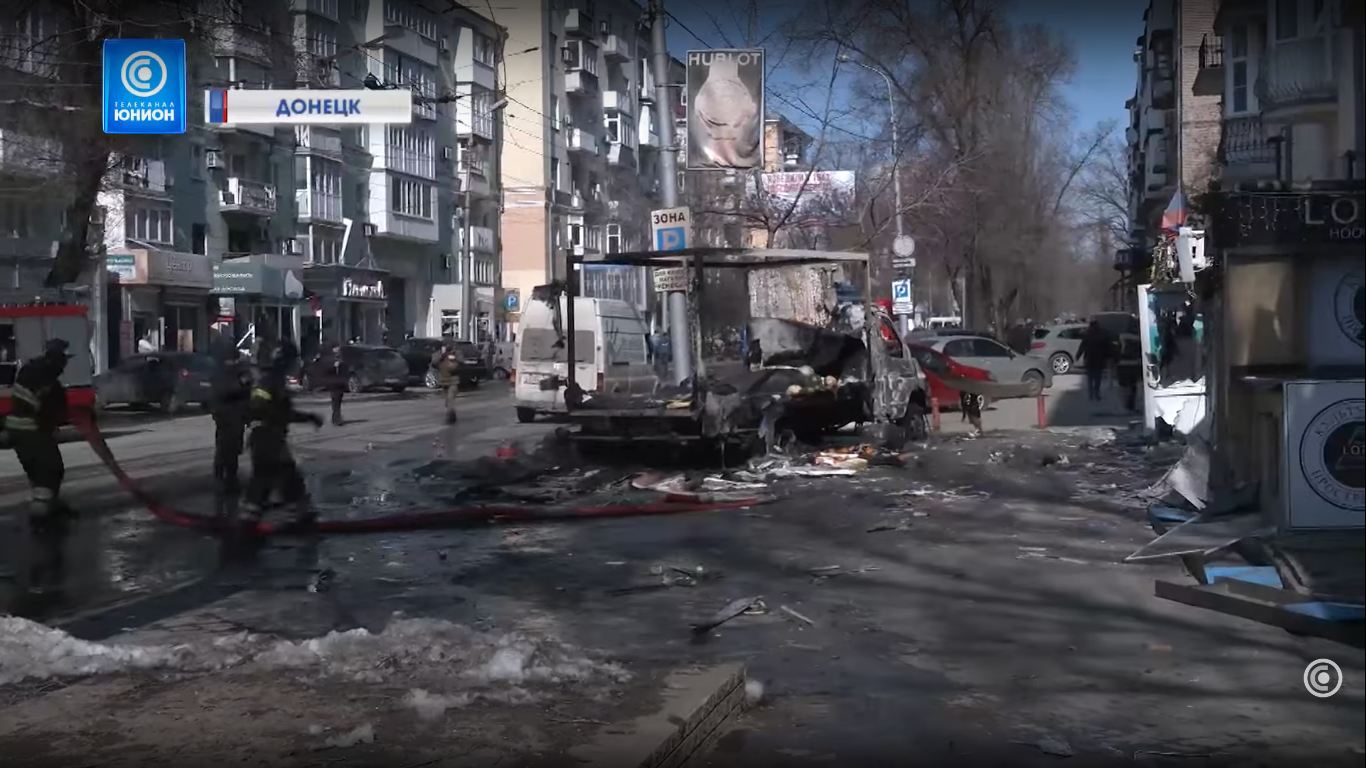
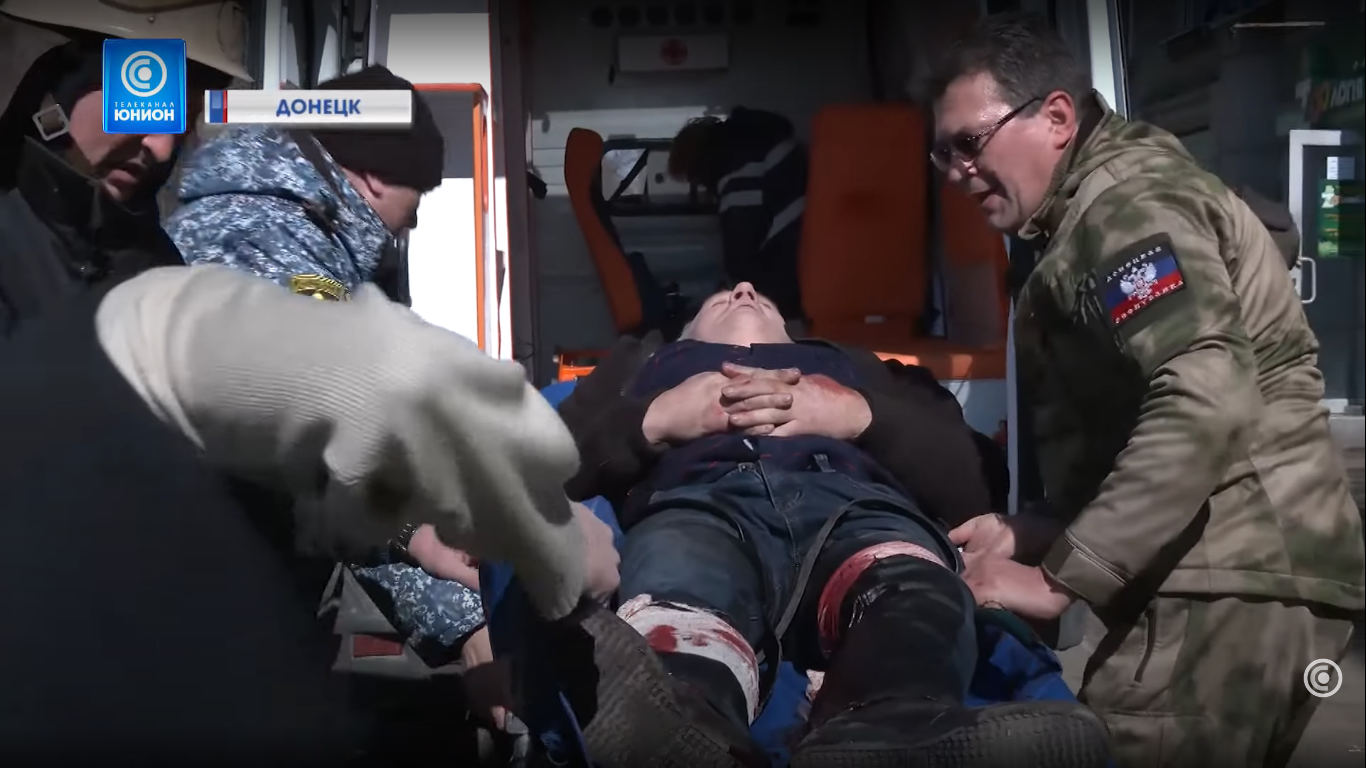